# Против Навсимаха и Ксенопифа
«Против Навсимаха и Ксенопифа» — судебная речь древнегреческого оратора Демосфена, сохранившаяся в составе «демосфеновского корпуса» под номером XXXVIII. Была произнесена, по одной из версий, в 346 году до н. э. Навсимах и Ксенопиф после смерти своего опекуна Аристехма подали иски против каждого из четырёх его детей, требуя в каждом случае по 30 мин. Демосфен написал для ответчиков речь, в которой оспаривается законность этих исков. Оратор ссылается на истечение срока давности и заявляет о существовании соглашения об отказе от взаимных претензий, заключённого Аристехмом с подопечными 14 лет назад.